# Goran Hadžić

Goran Hadžić in 1992

Goran Hadžić (Servisch: Горан Хаџић) (Vinkovci, 7 september 1958 – Novi Sad, 12 juli 2016) was een etnisch Servisch politicus uit Kroatië die werd verdacht van oorlogsmisdaden. Hadžić was de laatste oorlogsmisdadiger die gezocht werd door het Joegoslavië-tribunaal. Hij werd opgepakt op 20 juli 2011 door de Servische autoriteiten.

## Levensloop

### Politieke loopbaan
Voor de Kroatische Onafhankelijkheidsoorlog werkte Hadžić als magazijnbediende voor het landbouwbedrijf VUPIK in het Oost-Slavoonse Pačetin. Hier staat anno 2011 nog steeds een vermelding dat het in de Joegoslavische oorlogen later diende als gevangenis. Hij werd hierop actief als lid van de Joegoslavische Communistenbond en aan het eind van de jaren tachtig maakte hij carrière in de Servische Democratische Partij in Kroatië.
Op 25 juni 1991 organiseerde een groep Serviërs uit het oosten van het Kroatische Slavonië een congres (Velika narodna skupština Slavonije Baranje i Zapadnog Srema). Hier werd besloten het Servische Autonome Oblast van Kninska Krajina op te richten door middel van wat later bekend zou worden als de boomstamrevolutie; Hadžić werd gekozen als kandidaat om de regering van deze entiteit te leiden. Niet lang erna verenigde de oblast zich met andere oblasts in de nieuwgevormde Republiek van Servisch Krajina.
Op 26 februari 1992 zette het parlement premier Milan Babić van de Republiek van Servisch Krajina opzij voor Hadžić. Babić werd opzij gezet omdat hij tegen het vredesplan van Cyrus Vance was, in tegenstelling tot Slobodan Milošević. Hadžić werd gezien als boodschapper van Milošević en nam zijn  plaats in tot december 1994.
Toen Kroatië in september 1993 Operatie Medak startte, verzocht Hadžić Belgrado met spoed om versterkingen, wapens en militaire uitrusting. Het verzoek werd genegeerd door de Servische autoriteiten, maar er arriveerden wel rond 4000 paramilitairen. Zij bestonden uit twee eenheden: de Witte Adelaars onder het commando van Vojislav Šešelj en het Servisch Vrijwilligerskorps onder het commando van Željko Ražnatović, beter bekend als Arkan.
Met de verkiezing van Milan Martić in februari 1994 eindigde het presidentschap van Hadžić. In 1995 dreigde hij oostelijk Slavonië los te maken van Krajina, omdat het plan bestond de Krajina samen te voegen met de Servische Republiek in Bosnië en Herzegovina.
Na Operatie Storm in augustus 1995 bleven delen van de Republiek van Servisch Krajina buiten de controle van de Kroatische regering. Tussen 1996 en 1997 was Hadžić president van het district Srem-Baranja. Daarna werd de regio vreedzaam gere-integreerd in Kroatië, zoals was overeengekomen in het Basisakkoord van Erdut.

### Aanklacht van het Joegoslavië-tribunaal en arrestatie
Tegen Hadžić zijn veertien aanklachten van oorlogsmisdaden en misdaden tegen de menselijkheid ingediend. Op 4 juni 2004 werd hij door het Joegoslavië-tribunaal in staat van beschuldiging gesteld. Hij wordt beschuldigd van betrokkenheid bij de gedwongen verwijdering van en moord op duizenden burgers in Kroatië tussen 1991 en 1993. De beschuldigingen noemen specifiek een van de eerste wreedheden in het Bloedbad van Vukovar, waarbij circa 250 Kroaten en niet-Serviërs uit het ziekenhuis van Vukovar omkwamen.
In 2004 werd hij bijna gearresteerd. Hadžić verdween uit zijn huis in Novi Sad in Servië. In 2005 berichtten Servische media dat hij zich mogelijk in het Servische orthodoxe klooster in Irig in Servië of Bijela in Montenegro bevond. Vanaf 2008 werd ook wel beweerd dat hij zich in Wit-Rusland schuil hield.
Op donderdag 26 mei 2011 werd Ratko Mladić in Lazarevo (Servië) gearresteerd waardoor Hadžić de laatste door het Joegoslavië-tribunaal gezochte oorlogsmisdadiger was die nog vrij rondliep. Uiteindelijk werd op 20 juli ook de arrestatie van Hadžić een feit. Dat de arrestatie snel zou volgen, werd al enkele dagen eerder, op 15 juli, voorspeld door Rasim Ljajić, de Servische minister van Werkgelegenheid en verantwoordelijk voor de samenwerking van de Servische regering met het Joegoslavië-tribunaal.
Door zijn ongeneeslijke ziekte werd het proces tegen hem stilgezet in 2014. Hij overleed op 57-jarige leeftijd in Novi Sad.
Sloveense Oorlog (1991) · Kroatische Oorlog (1991-95) · Bosnische Burgeroorlog (1992-95) · Kroatisch-Bosniakse Oorlog (1992-94) · Kosovo-oorlog (1998-99) · Operatie Allied Force (1999) · Conflict in de Preševo-vallei (2001) · Macedonisch conflict (2001)